# Lucanus fairmairei
Lucanus fairmairei es una especie de coleóptero de la familia Lucanidae.

## Distribución geográfica
Habita en Tailandia y el Tíbet en (China).